# گلن جین (ویرجینیای غربی)
گلن جین(به انگلیسی: Glen Jean) شهری در ایالت ویرجینیای غربی کشور ایالات متحده آمریکا است که جمعیت آن در سرشماری سال ۲۰۱۰ میلادی، ۲۱۰ نفر بوده‌است.